# Formotensha deliana
Formotensha deliana är en fjärilsart som beskrevs av M.Gaede 1933. Formotensha deliana ingår i släktet Formotensha och familjen tandspinnare. Inga underarter finns listade i Catalogue of Life.